# 東京中央郵局

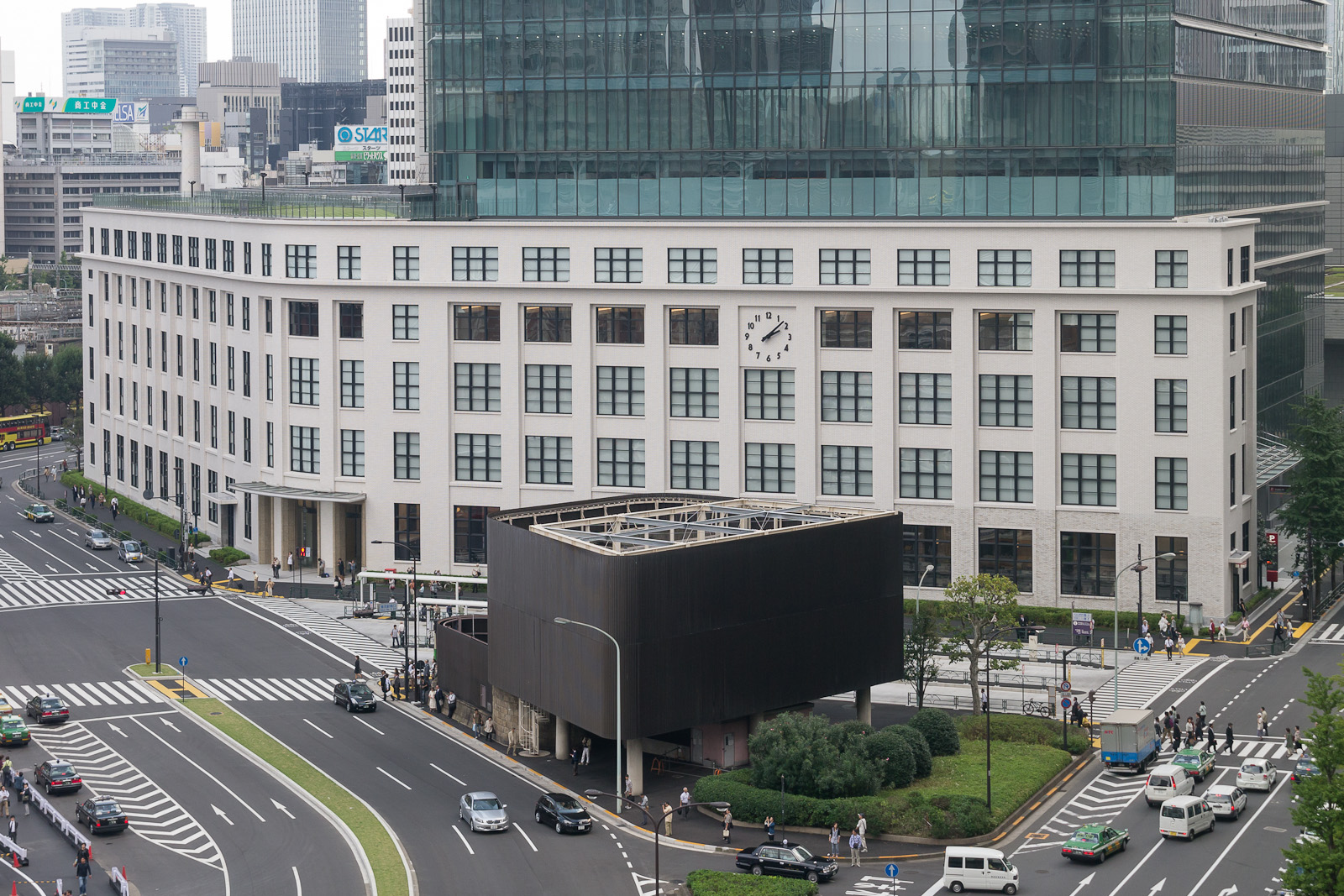

東京中央郵局（日语：東京中央郵便局、とうきょうちゅうおうゆうびんきょく，TOKYO CENTRAL POST OFFICE）是位於日本東京都千代田區的一座郵局。東京中央郵局和大阪中央郵局並列為日本最初的中央郵局。郵局的舊建築被認為是摩登主義建築的傑作，亦是日本代表性的近代建築之一。

## 外部連結
- 東京中央郵局（銀座郵局JP Tower Annex） - 日本郵政銀行 （页面存档备份，存于）
- 銀座郵局JP Tower分店 - 郵便局 （页面存档备份，存于）